# Algoma-Est
Pour les articles homonymes, voir Algoma.
Algoma-Est fut une circonscription électorale fédérale de l'Ontario, représentée de 1904 à 1968.
Les circonscriptions d'Algoma-Est et d'Algoma-Ouest a été créée en 1903 de la division de l'ancienne circonscription d'Algoma. Abolie en 1966, elle fut redistribuée parmi Algoma, Nickel Belt et Timmins—Chapleau.

## Géographie
En 1904, la circonscription de Algoma-Est comprenait:
- Les cantons de Lefroy et Plummer

## Députés
1. 1904-1908 — Albert Edward Dyment, PLC
2. 1908-1917 — William Ross Smyth, CON
3. 1917-1921 — George Brecken Nicholson, Unioniste
4. 1921-1925 — John Carruthers, PLC
5. 1925-1926 — George Brecken Nicholson, CON (2)
6. 1926-1930 — Beniah Bowman, United Farmers of Ontario
7. 1930-1935 — George Brecken Nicholson, CON (3)
8. 1935-1948 — Thomas Farquhar, PLC
9. 1948-1968 — Lester B. Pearson, PLC

- CON = Parti conservateur du Canada (ancien)
- PLC = Parti libéral du Canada